# Skjálfandi
Die Skjálfandi-Bucht liegt im Nordosten von Island. 

## Name
Der Name bedeutet Erdbebenbucht, (isl. Skjálfandafljót oder Skjálfandi, wörtlich die Zitternde).
Hier reichen viele Spalten der aktiven Vulkanzone von Þeistareykir über die Reykjafjöll und die Halbinsel Tjörnes  hinaus ins Meer, wo der Mittelatlantische Rücken sich unterseeisch in Richtung des Kolbeinseyjar-Rückens fortsetzt.
Wie an einer solchen Zone zu erwarten, sind Erdbeben häufig, wenn auch meist für den Menschen gar nicht spürbar.

## Geografie und Fauna
Die fast unbewohnte Westseite der Bucht (Teil der Halbinsel Flateyjarskagi) mit den Víknarfjöll und Kinnarfjöll ist sehr gebirgig, während das Landschaftsbild der Ostseite, an der sich die vom Fischerei- und Touristenhafen geprägte Stadt Húsavík befindet, eher von Hügeln bestimmt wird.
Zwei große Flüsse münden an der Südseite in die Bucht, der Lachsfluss Laxá í Aðaldal, ein Quellfluss, und der Skjálfandafljót, ein Gletscherfluss.
In der Bucht liegen die Inseln Flatey und Lundey, deren Name (dt. Papageitaucherinsel) auf die zahlreichen Papageitaucher hinweist.
Berühmt ist die sehr nährstoffreiche Bucht auch für das häufige Auftauchen von Walen unterschiedlicher Größe, die man auf Walbeobachtungsfahrten sehen kann.